# Brede Beweging Lokaal
Brede Beweging Lokaal was een Nederlandse onafhankelijke lokale politieke partij in de gemeente Eindhoven. De partij werd in 2014, onder de naam Brede Beweging Linksom, opgericht door Patrick van der Voort en Ernest Maas en is een afsplitsing van de lokale SP. BBL had op dat moment twee zetels in de Eindhovense gemeenteraad.
Op 21 maart 2018 keerde de partij na de gemeenteraadsverkiezingen niet terug in de Eindhovense raad. De gemeenteraad was tegen een hertelling waarbij enkele rechtse partijen, D66 en een deel van de SP (waar BBL uit afsplitste) tegen stemden. 13 december 2018 maakte de partij bekend dat ze haar naam heeft veranderd in Brede Beweging Lokaal. Op 18 juni 2019 laat de partij in een persbericht weten dat tijdens de algemene ledenvergadering met ruime meerderheid is besloten om de partij op te heffen. 